# Rik Van Slycke
Rik Van Slycke (Gant, 3 de febrer de 1963) va ser un ciclista belga, professional des del 1986 fins al 1999. És l'actual director esportiu de l'equip Quick-Step Floors.

## Palmarès
- 1989
  - 1r a la Nokere Koerse
- 1990
  - 1r a De Drie Zustersteden
- 1992
  - 1r al Campionat de Flandes
  - 1r a la Gullegem Koerse

### Resultats al Tour de França
- 1988. 137è de la classificació general
- 1989. 88è de la classificació general
- 1991. 142è de la classificació general
- 1992. 124è de la classificació general
- 1993. Abandona (11a etapa)

### Resultats a la Volta a Espanya
- 1988. Abandona (17a etapa)